# Palaeagrotis inops
Palaeagrotis inops är en fjärilsart som beskrevs av Lederer 1853. Palaeagrotis inops ingår i släktet Palaeagrotis och familjen nattflyn. Inga underarter finns listade i Catalogue of Life.